# Shawn Spears
Ronald William Arneill (* 19. Februar 1981 in St. Catharines, Ontario, Kanada), besser bekannt unter seinen Ringnamen Tye Dillinger und Shawn Spears, ist ein kanadischer Wrestler. Er stand bis 2024 bei All Elite Wrestling unter Vertrag und trat regelmäßig in deren Shows auf. Arneill kehrte am 27. Februar in der Show NXT zur WWE zurück.

## Wrestling-Karriere

### Anfänge
Arneill wurde am Anfang von Eric Young ausgebildet in der WrestlePlex-Wrestlingschule, bevor er von Derek Wylde und Cody Deaner weitergebildet wurde. Im März 2002 gab er sein Debüt unter dem Ringnamen Shawn Spears. Er trat fortan in Independentligen in Ontario und den USA auf, darunter Border City Wrestling, World Xtreme Wrestling, and Blood Sweat and Ears. Ende 2005 wurde er von World Wrestling Entertainment, dem Marktführer im Wrestling, zu einem Probetraining eingeladen. Am 21. Januar 2006 unterzeichnete er mit der WWE einen Entwicklungsvertrag.

### World Wrestling Entertainment (2006–2009)
Nachdem Arneill einen Vertrag mit der WWE unterzeichnet hatte, wurde er bei Ohio Valley Wrestling, der damaligen Aufbauliga der WWE, eingesetzt. Dort durfte er seinen alten Ringnamen behalten. Am 31. Mai 2006 konnte er bei seinem Debüt Simon Dean besiegen. Danach begann er eine Siegesserie, die später von Aaron Stevens gebrochen wurde. Danach bildete er mit Cody Runnels ein Tag Team. Mit Cody Runnels konnte er zwei Mal die OVW Southern Tag Team Championship gewinnen.
Am 17. März 2007 gewann er von Boris Alexiev die OVW Television Championship. Den Titel verlor er am 6. Juli 2007 an seinen ehemaligen Tag Team-Partner Cody Runnels. Den Titel holte er sich nach 7 Tagen zurück. Danach begann er eine Fehde gegen Colt Cabana um die OVW Television Championship. Den Titel verlor er im Laufe der Fehde an Ted McNaler, nachdem Colt Cabana für ihn eingegriffen hatte. Am 24. Oktober 2007 besiegte er Ted McNaler und gewann zum dritten Mal die OVW Television Championship. Den Titel verlor er am 31. Oktober an Colt Cabana. Während der Fehde gewannen er und Colt Cabana am 7. November 2007 die vakanten OVW Southern Tag Team Championship. Die Fehde zwischen den beiden endete am 19. Dezember 2007, als er gegen Colt Cabana in einem Leiter-Match verlor. Durch diese Niederlage verlor er seine OVW Southern Tag Team Championship und Colt Cabana konnte sich durch den Sieg einen neuen Co-Champion aussuchen.
Nachdem Ohio Valley Wrestling die Zusammenarbeit mit der WWE beendet hatte, wurde Arneill bei Florida Championship Wrestling, welche ebenfalls damals eine Aufbauliga der WWE war, eingesetzt. Dort bekam er auch einen neuen Ringnamen. Bei FCW trat er nun unter dem Namen Gavin Spears auf und bildete mit Nic Nemeth ein Tag Team. Am 17. August 2008 gewannen sie die FCW Florida Tag Team Championship, nachdem sie Eddie Colon und Eric Perez hatten besiegen können. Die Titel verloren sie am 11. September 2008 an Heath Miller und Joe Henning. Sein letztes Match bei FCW bestritt er am 8. Januar 2009, als er gegen Eric Escobar verlor.
Am 19. August 2008 debütierte Arneill bei ECW, als ein Teil von Theodore Longs New Superstar Initiative. Er trat fortan gleichzeitig bei ECW und FCW auf. Bei ECW konnte er sich jedoch nicht durchsetzen und trat die meiste Zeit als Jobber auf. Sein letztes Match im Hauptroster bestritt er am 16. Dezember 2008, als er gegen Finlay verlor. Am 10. Januar 2009 wurde Arneill von der WWE entlassen.

### Independentligen (2009–2013)
Einen Tag vor seiner Entlassung bei der WWE, brach Arneill sich die Hand. Er fiel 12 Wochen verletzungsbedingt aus. Nach seiner Genesung trat er für verschiedene Wrestlingligen auf. Er konnte unter anderem bei American Combat Wrestling die ACW Heavyweight Champion- und ACW Combat Championship gewinnen. Bei World Wrestling Council bildete er mit Idol Stevens das Tag Team The American Family. Am 15. August 2009 gewannen sie die WWC World Tag Team Championship. Die Titel verloren sie am 31. Oktober 2009. Seinen letzten Auftritt in den Independentligen hatte er bei Crossfire Wrestling am 28. Juli 2013, als er gegen Marc Hauss gewann.

### Rückkehr zur WWE (2013–2019)
Am 15. September 2013 gab die WWE bekannt, dass Arneill wieder einen Vertrag bei der WWE unterschrieben hat. Bei seiner Rückkehr zur WWE bekam er den Ringnamen Tye Dillinger. Sein NXT-Fernsehdebüt gab er am 6. November 2013, als er gegen Mojo Rawley verlor. Anfang 2014 bildete er mit Jason Jordan ein Tag Team. Am 25. Februar 2015 endete die Partnerschaft.
Bei der NXT-Ausgabe vom 12. August debütierte er mit seinem neuen „Perfect 10“-Gimmick. Er nahm mit Bobby Roode an der Dusty Rhodes Tag Team Classic 2016 teil. Bei der NXT-Ausgabe vom 12. Oktober verloren sie in der ersten Runde gegen SAnitY (Alexander Wolfe und Sawyer Fulton), nachdem Bobby Roode gegen ihn geturnt hatte. Daraufhin begann er eine Fehde gegen Bobby Roode. Die Fehde endete bei NXT TakeOver: Toronto am 19. November 2016, nachdem er gegen Bobby Roode verloren hatte.
Am 29. Januar 2017 nahm er unter der Startnummer 10 am Royal Rumble teil. Er wurde später von Braun Strowman eliminiert.
Am 4. April 2017 debütierte Arneill bei SmackDown Live, indem er Curt Hawkins besiegte.
Am 20. Februar 2019 bat Arneill öffentlich um eine Entlassung. Die WWE ging seinem Wunsch nach und Dillinger wurde am 22. Februar 2019 entlassen.

### All Elite Wrestling (2019–2024)
Bei der ersten Veranstaltung Double or Nothing der neu gegründeten Wrestling-Promotion All Elite Wrestling debütierte Arneill am 25. Mai 2019 als Teilnehmer der 21 Man Casino Battle Royale, die Adam Page gewinnen durfte. Seit seinem Match gegen Cody bei All Out am 31. August 2019 hatte Arneill Tully Blanchard als Manager an seiner Seite.

## Titel und Auszeichnungen
- Adrenaline Live Wrestling
  - ALW Georgian Bay Heavyweight Championship (1×)

- American Combat Wrestling
  - ACW Heavyweight Championship (1×)
  - ACW Combat Championship (1×)

- Canadian Independent Wrestling Alliance
  - CIWA Heavyweight Championship (1×)

- Florida Championship Wrestling
  - FCW Florida Tag Team Championship (1× mit Dolph Ziggler)

- Great Lakes Championship Wrestling
  - GLCW Tag Team Championship (1× mit Flexx Falcone)

- Ground Breaking Pro Wrestling
  - GBPW Championship (1×)

- Neo Spirit Pro Wrestling
  - NSPW Tag Team Championship (1× mit J.T. Playa)

- Ohio Valley Wrestling
  - OVW Television Championship (3×)
  - OVW Southern Tag Team Championship (2× mit Cody Runnels, 1× mit Colt Cabana)

- Pure Wrestling Association
  - PWA Pure Wrestling Championship (1×)

- Tri-City Wrestling
  - TCW Heavyweight Championship (1×)

- World Wrestling Council
  - WWC World Tag Team Championship (1× mit Idol Stevens)

- World Wrestling Entertainment
  - NXT North American Championship (1×)